# Johann II. (Ostfriesland)
Graf Johann II. (* 29. September 1538 in Aurich; † 29. September 1591 auf der Burg Stickhausen) aus dem Hause der Cirksena war von 1561 bis zu seinem Tod im Jahr 1591 Mitregent der Grafschaft Ostfriesland. Er regierte zusammen mit seinem Bruder Edzard II.
Im Jahre 1558 wurde die Primogenitur von Johanns Mutter, der Gräfin Anna, abgeschafft, vermutlich um den sich anbahnenden Einfluss des Hauses Wasa in der Grafschaft einzudämmen, der durch die Ehe ihres ältesten Sohnes Edzard mit Katharina, der ältesten Tochter des schwedischen Königs Gustav I., begründet worden war. Sie nahm damit Edzard sein Recht auf die alleinige Herrschaft über die Grafschaft, was de facto eine Teilung Ostfrieslands zur Folge hatte.  Johann vertrat wie seine Mutter die calvinistische, Edzard II. die lutherische Glaubensrichtung.

## Leben
Im Jahre 1559 wurde Johann von seinem Bruder Edzard mit zu dessen Hochzeit nach Stockholm genommen. Nach der Hochzeit reiste er mit dem Gefolge des Hochzeitspaars, das am 11. Dezember 1559 in Vadstena ankam. In den darauffolgenden Tagen ging er eine Affäre mit Cäcilia, der Schwester der Braut und Tochter des schwedischen Königs Gustav I. ein. Dabei wurde er erwischt, am 14. Dezember 1559 öffentlich festgenommen, ins Gefängnis gesperrt und zum Tode verurteilt. Durch die Fürsprache seiner Mutter, der Gräfin Anna, die schließlich damit drohte, ihren Sohn Christoph als Grafen über Ostfriesland einzusetzen und Edzard II. zu entmachten,  sowie weiterer europäischer Adliger, darunter die englische Königin Elisabeth I., kam er am 10. Oktober 1560 aus der Haft frei. Johann hat danach nie geheiratet.
Nach dem Tode des zweitgeborenen Sohnes Christoph im Jahre 1566 verschärfte sich der bereits zuvor entstandene Machtkampf unter den Brüdern Edzard und Johann, der einerseits eine Ausübung landesherrlicher Macht erheblich blockierte und den Adel und das Emder Bürgertum stärkte. Der Bruderkampf bildete andererseits aber letztlich die Grundlage für die Koexistenz der Glaubensbekenntnisse in Ostfriesland: Da sich keiner der beiden gegen den anderen durchsetzen konnte, gelang es dem Lutheraner Edzard nicht, eine lutherische Landeskirche einzurichten.
Nach dem Tode Johanns 1591 war Edzard II. Alleinherrscher über die Grafschaft Ostfriesland, seine Autorität hatte aber durch die ständigen Auseinandersetzungen stark gelitten. Die Schwächung des Grafenhauses war ein wesentlicher Einflussfaktor im Hinblick auf die zur sogenannten „Emder Revolution“ führenden Differenzen.